# Náměstí Svobody (Osijek)

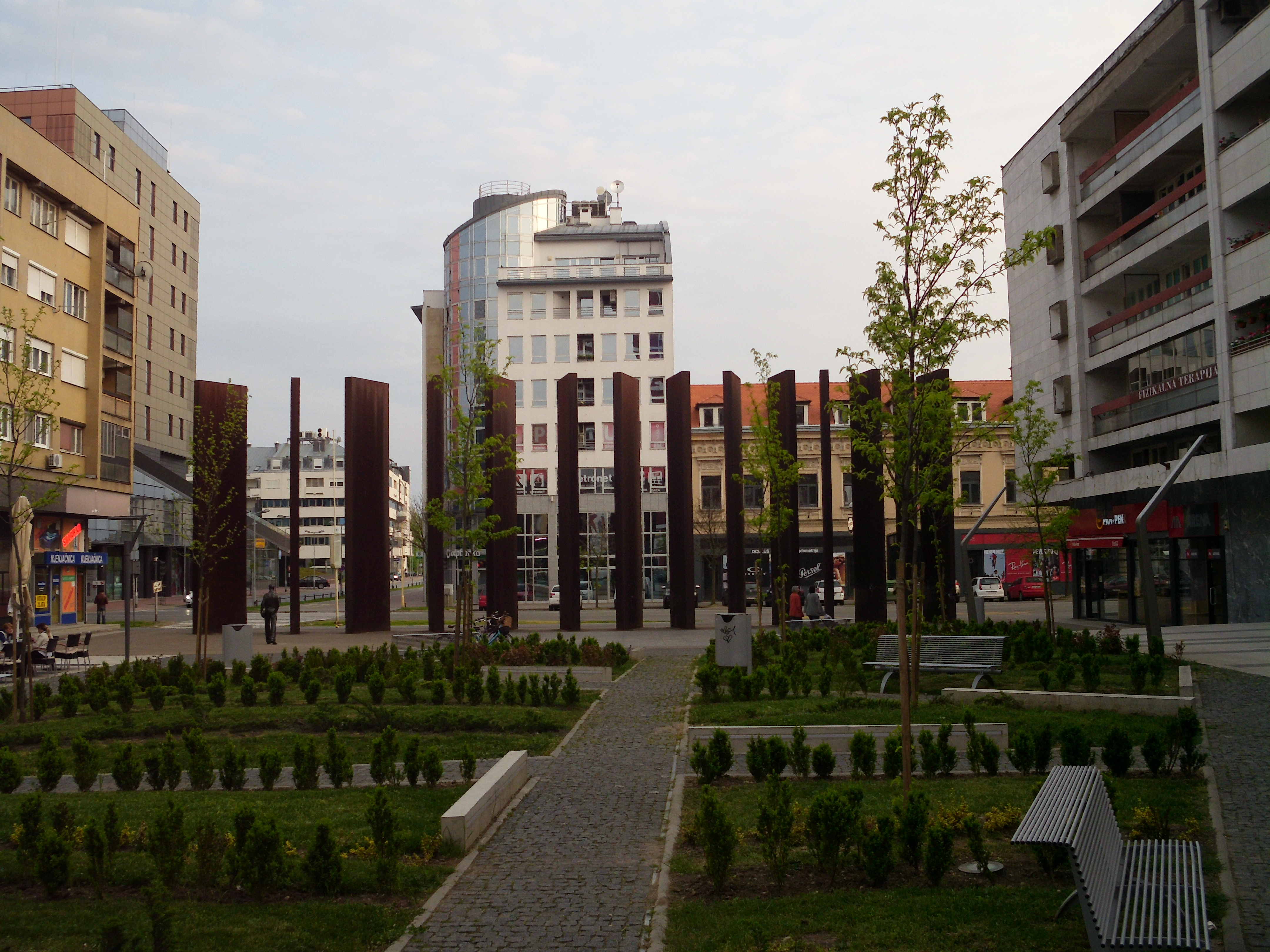
Náměstí v roce 2014.

Náměstí Svobody (chorvatsky Trg Slobode) je náměstí, které se nachází v chorvatském městě Osijeku. Leží západně od pevnosti Tvrđa a jihovýchodně od náměstí Ante Starčeviće. Jedná se o modernistické náměstí s pěší zónou, fontánou a obklopené výškovými domy. Náměstí vzniklo po výstavbě nové občanské vybavenosti uvnitř původního bloku domů. Nachází se zde první osijecký supermarket, který byl otevřen roku 1967. Nachází se zde kromě fontány také památník obětí Chorvatské války za nezávislost a Franje Tuđmana.